# Tibirinzi
Tibirinzi è una circoscrizione urbana (urban ward) della Tanzania situata nel distretto di Chake Chake, regione di Pemba Sud. Conta una popolazione di 4 041 abitanti (censimento 2012).